# Automação

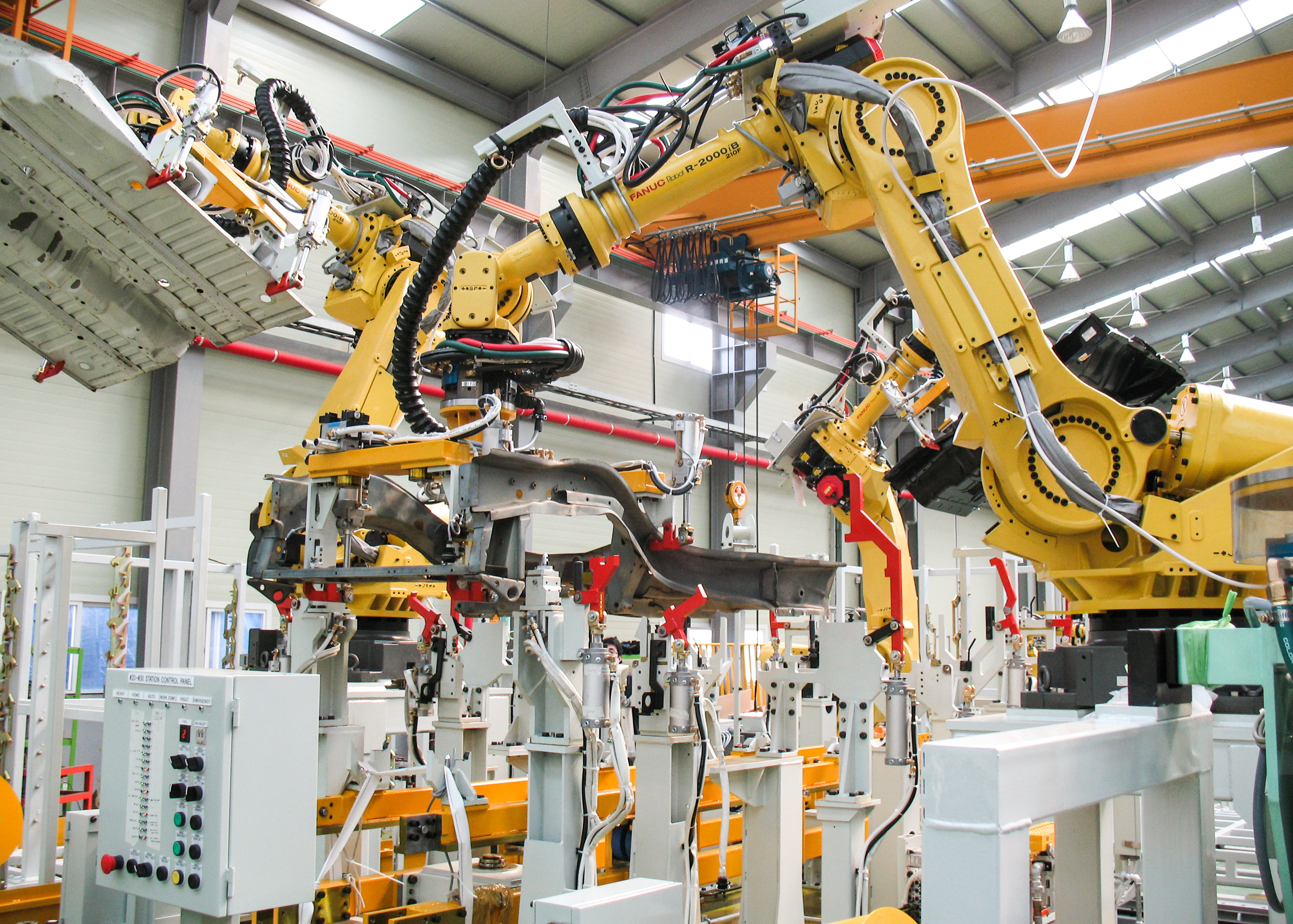
Robôs industriais numa linha de produção.

Automação (do latim Automatus, que significa mover-se por si só) é um sistema automático pelo qual os mecanismos verificam seu próprio funcionamento, efetuando medições e introduzindo correções, sem a necessidade da interferência do homem. Em seu uso moderno, a automação pode ser definida como uma tecnologia que utiliza comandos programados para operar um dado processo, combinados com retroação de informação para determinar que os comandos sejam executados corretamente, frequentemente utilizada em processos antes operados por seres humanos, é a aplicação de técnicas computadorizadas ou mecânicas para diminuir o uso de mão de obra em qualquer processo, especialmente o uso de robôs nas linhas de produção. A automação diminui os custos e aumenta a velocidade da produção.
Também pode ser conceituada como um conjunto de máquinas e equipamentos autônomos que podem ser aplicados sobre um processo, objetivando torná-lo mais eficiente, ou seja, maximizando a produção com menor consumo de energia e mínimo de intervenção humana. Seu objetivo sempre é gerar menor emissão de resíduos e melhores condições de segurança, tanto humana e material quanto das informações inerentes ao processo.
A automação pode ser dividida em alguns ramos principais:
Automação industrial - A automação industrial de uma máquina/processo consiste essencialmente em escolher, entre as diversas tecnologias que se encontram ao nosso dispor, as que melhor se adaptam ao processo industrial e desenvolver a melhor maneira de as interligar para garantir sempre a melhor relação custo/beneficio. A automação industrial é normalmente dividida em 3 níveis:
- Nível de Campo - constituído por motores, cilindros pneumáticos, válvulas, etc. (atuadores) e pelos elementos de detecção (sensores)
- Nível de Controle - Como o próprio nome indica, é o nível onde se encontram os elementos que vão controlar o processo (ex: CLP)
- Nível de Supervisão - É composto pelos programas de interface homem-máquina e aquisição de dados (este nível não deve interferir directamente no funcionamento do processo)

Outro ponto importante quando se faz a automação de uma máquina/processo é pensar que as funcionalidades iniciais de um processo, na maioria dos casos, podem estar muito longe das que este vai ter no futuro. Portanto, o sistema precisa ter flexibilidade.
Automação comercial - Ramo da automação onde ocorre a aplicação de técnicas específicas na otimização de processos comerciais, geralmente utilizando-se mais software do que hardware e máquinas. Como exemplo, temos: sistemas de controle de estoques, contas a pagar e receber, folha de pagamentos, identificação de mercadorias por códigos de barras ou por rádio frequência (RFID), etc.
Automação residencial - Aplicação das técnicas de automação para melhoria no conforto e segurança de residências e conjuntos habitacionais, tais como: controle de acesso por biometria, porteiro e portões automáticos, circuitos Fechados de Televisão (CFTV), controle de luminosidade de ambientes, controle de umidade, temperatura e ar condicionado (HVAC), etc.
Para viabilizar a automação de um determinado processo, existe uma necessidade preliminar de realização de um estudo técnico (também chamado de engenharia básica ou engenharia de requisitos) que verificará todas as necessidades para o projeto desejado, servindo como subsídio para a identificação, análise e determinação da melhor estratégia de controle e para o projeto das máquinas ou softwares necessários para a aplicação.
Atualmente, a automação está presente em diferentes níveis de atividades do homem, desde as residências, no trânsito, através de sistemas de controle de tráfego e sinalização, nos edifícios comerciais, processos de compra, venda e transporte de bens, processos industriais primários e secundários, e até nas jornadas espaciais.

## História

### História Antiga
A história da automação remonta a tempos antigos, quando a humanidade começou a desenvolver sistemas e dispositivos para reduzir o esforço humano e aumentar a eficiência das tarefas. Desde as civilizações antigas até a Revolução Industrial, os primeiros passos em direção à automação moldaram o caminho para a era tecnológica que vivemos hoje. O homem sempre buscou melhorias significativas em seu estilo de vida. A invenção da roda, o descobrimento do fogo, dentre outras invenções foram motivadas pela necessidade de facilitar seu trabalho. Os primórdios da automação podem ser encontrados em civilizações antigas, onde dispositivos mecânicos simples foram desenvolvidos para automatizar tarefas rotineiras. No Egito Antigo, foram encontrados sistemas de irrigação controlados por comportas, que permitiam a distribuição automatizada de água para as lavouras. Os gregos e os romanos também criaram mecanismos automatizados para controlar portas, relógios d'água e moinhos. Um dos primeiros dispositivos semi-automatizados desenvolvidos no mundo antigo, foi o relógio d’água do século II a.C, com o qual era possível a medição do tempo. O mesmo só foi superado com o surgimento do relógio mecânico no século XIV, quando o relógio d’água tornou-se obsoleto.

### Revolução Industrial na Europa Ocidental
A introdução de motores, máquinas auto-impulsionadas, moinhos de grãos avançados, fornos, caldeiras e o motor a vapor criaram novos requisitos para os equipamentos que estavam surgindo, incluindo reguladores de temperatura (inventado em 1624; ver Cornelius Drebbel), reguladores de pressão (1681), reguladores flutuantes (1700) e dispositivos de controle de velocidade. Outro mecanismo de controle foi usado para as velas de moinhos de vento e foi patenteado por Edmund Lee em 1745. Também em 1745, Jacques de Vaucanson inventou o primeiro tear automatizado. Assim, era mais uma arte do que uma ciência. Em meados do século XIX, a matemática foi usada pela primeira vez para analisar a estabilidade dos sistemas de controle de feedback. Uma vez que a matemática é a linguagem formal da teoria de controle, poderíamos chamar o período antes desta época de pré-história da teoria de controle.
Em 1771, Richard Arkwright  inventou a primeira usina de fiação totalmente automatizada impulsionada pela energia da água, conhecida na época como a máquina de fiar hidráulica. Uma fábrica automática de farinha foi desenvolvida por Oliver Evans em 1785, tornando-se o primeiro processo industrial completamente automatizado.
O governador centrífugo, que foi inventado por Christiaan Huygens no século XVII, foi usado para ajustar a distância entre as pedras dos moinhos. Outro governador centrífugo foi usado por um Sr. Bunce da Inglaterra em 1784 como parte de um guindaste a vapor modelo. O regulador centrífugo foi adotado por James Watt para uso em um motor a vapor em 1788 depois que o parceiro de Watt Boulton viu um em uma fábrica de farinha Boulton & Watt estavam construindo.
O governador de Watt não poderia, realmente, manter uma velocidade definida; o motor assumiria uma nova velocidade constante em resposta às mudanças de carga. O governador foi capaz de lidar com variações menores, como as causadas pela carga de calor flutuante para a caldeira. Além disso, havia uma tendência de oscilação sempre que havia uma mudança de velocidade. Como consequência, os motores equipados com este governador não eram adequados para operações que requerem velocidade constante, como a fiação de algodão.
Várias melhorias para o governador, além de melhorias no tempo de corte da válvula no motor a vapor, tornou o motor adequado para a maioria das utilizações industriais antes do final do século XIX. Os avanços na máquina a vapor mantiveram-se muito à frente da ciência, tanto da termodinâmica como da teoria de controle.
O regulador de Watt recebeu relativamente pouca atenção científica até que James Clerk Maxwell publicou um artigo que estabeleceu o início de uma base teórica para a compreensão da teoria do controle. O desenvolvimento do amplificador electrônico durante a década de 1920, que era importante para a telefonia de longa distância, exigia uma maior relação sinal/ruído, o que foi resolvido pelo cancelamento do ruído de feedback negativo. Esta e outras aplicações telefónicas contribuíram para a teoria do controle. Nas décadas de 1940 e 1950, A matemática alemã Irmgard Flugge-Lotz desenvolveu a teoria dos controles automáticos descontínuos, que encontrou aplicações militares durante a Segunda Guerra Mundial para sistemas de controle de artilharia.

### Século XX
A Linguagem ladder foi introduzida com a eletrificação das fábricas, que passaram por rápidas adaptações e mudanças tecnológicas entre 1900 e 1920. As centrais elétricas também estavam passando por rápido crescimento, e a operação de novas caldeiras de alta pressão e turbinas à vapor,  criaram uma grande demanda por instrumentos e controles. As salas de controles industriais tornaram-se comuns na década de 1920, mas no início da década de 1930, a maioria dos controles de processos industriais ainda eram manuais. Os operadores normalmente monitoravam gráficos desenhados por gravadores que plotaram dados de instrumentos. Para fazer correções, os operadores abriam ou fechavam manualmente as válvulas ou ligavam ou desligavam os interruptores. As salas de controle também usavam painéis sinópticos com luzes codificadas por cores para enviar sinais aos trabalhadores da fábrica para fazer algumas alterações manualmente.
Os controladores, que foram capazes de fazer mudanças calculadas em resposta a desvios de um set point em vez de controle on-off, começaram a ser introduzidos em 1930. Os controladores permitiram que a manufatura continuasse mostrando ganhos de produtividade para compensar a influência em declínio da eletrificação da fábrica.
A produtividade da fábrica foi muito aumentada pela evolução tecnológica na década de 1920. Alexander Field observa que os gastos com instrumentos industriais aumentaram significativamente de 1929 a 1933 e permaneceram fortes depois disso.
A partir de 1958, vários sistemas baseados em estado sólido módulos lógicos digitais para controladores lógicos programados com fio rígido (os antecessores de controladores lógicos programáveis (CLP)) surgiram para substituir a linguagem ladder e o uso de painéis de relés em sistemas de controle industrial (SCI) para controle de processos, incluindo o início da Telefunken/AEG Logistat, Siemens Simatic, Philips/Mullard/Valvo [de] Norbit, BBC Sigmatronic, ACEC Logacec, Akkord [de] Estacord, Krone Mibakron, Bistat, Datapac, Norlog, SSR.

### Aplicações Significativas

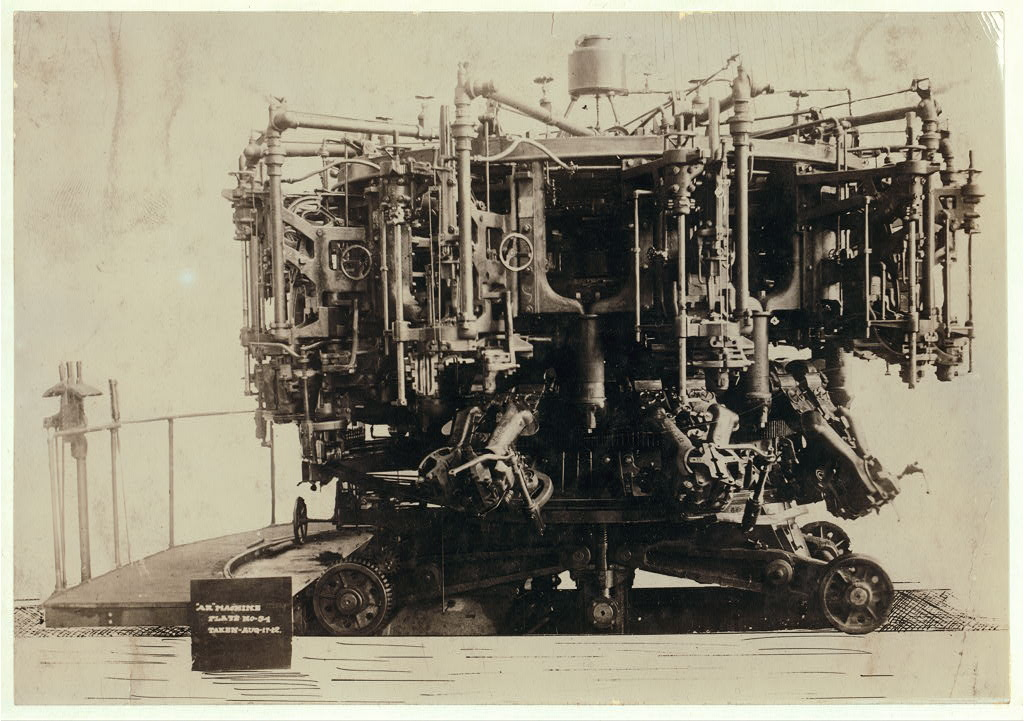
Primeira máquina sopradora de garrafas de vidro

A primeira máquina sopradora de garrafas de vidro de sucesso comercial foi um modelo semi-automático criado em 1905. A máquina, operada por dois homens trabalhando em turnos de 12 horas, podia produzir 17.280 garrafas em 24 horas, em comparação com 2.880 garrafas produzidas por uma equipe de seis homens trabalhando em uma loja por um dia. O custo de produção de garrafas pela máquina era de 10 a 12 centavos de dólar bruto, comparado a 1,80 dólares bruto pelos sopradores de vidro manuais e seus ajudantes.
Acionamentos elétricos seccionais foram desenvolvidos utilizando a teoria de controle. Estes tipos de acionamentos são utilizados em diferentes seções de uma máquina onde um diferencial preciso deve ser mantido entre as seções. Na laminação de aço o metal se alonga à medida que passa por pares de rolos, que devem funcionar em velocidades sucessivamente maiores. Na produção de papel, as folhas encolhem à medida em que elas, dispostas em grupos, passam ao redor da secagem com aquecimento a vapor, que funciona em velocidades sucessivamente mais lentas. A primeira aplicação de um acionamento elétrico seccional foi em uma máquina de papel em 1919. Um dos mais importantes desenvolvimentos na indústria do aço durante o século XX foi a laminação contínua de tiras largas, desenvolvida pela Armco em 1928.

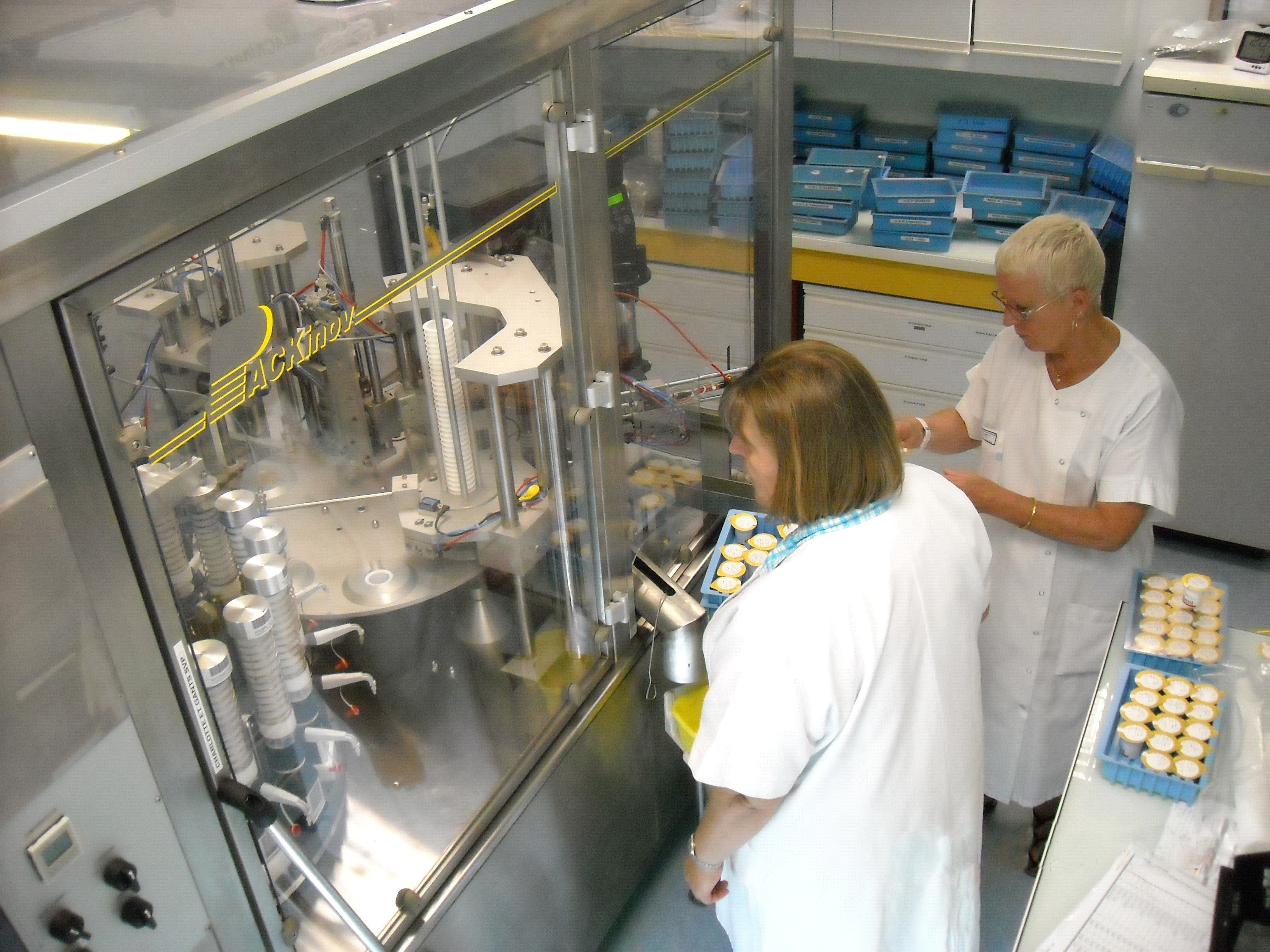
Produção farmacológica automatizada

Máquinas ferramentas semi-automatizadas, as quais dispensavam as mãos, para que pudessem ser operadas por trabalhadores foram desenvolvidas por James Nasmyth em 1840. Máquinas ferramentas automatizadas utilizando fitas de papel perfuradas foram feitas por volta de 1950, tendo evoluído hoje para o controle numérico computadorizado.
Atualmente a automação extensiva é empregada em praticamente todos os tipos de processos de manufatura e montagem. Alguns dos maiores processos incluem: fabricação de vidro, siderúrgicas, plásticos, fábricas de cimento, fábricas de fertilizantes, papel e celulose, montagem de automóveis e caminhões, indústria de alimentos e bebidas, fabricação de peças, etc. Já os robôs são utilizados especialmente para finalidades perigosas, como pintura em spray de automóveis, soldagem automotiva e a soldagem de dutos. Os robôs também são muito utilizados na montagem de placas de circuito eletrônico, onde é exigida elevada precisão.

### Era do Computador/Espaço
Com o advento da era espacial em 1957, o design de controles, particularmente nos Estados Unidos da América, se afastou das técnicas de domínio de frequência da teoria clássica de controle e se apoiou em técnicas de equação diferencial do final do século XIX, que foram expressas no domínio do tempo. Vários pesquisadores, na era moderna, desenvolveram o design no domínio do tempo para sistemas não lineares (1961), sistemas de navegação (1960), teoria de controle e estimativa (1962), teoria de controle não linear (1969), controle digital e teoria de filtragem (1974).

## Sistemas Discretos
Sistemas discretos, em automação, são sinais digitais que informam o estado atual de uma máquina. Trata-se de componentes elétricos de campo que enviam apenas um sinal 0 ou 1 (0 ou 24V, ou na tensão em que esteja trabalhando). Com o desenvolvimento de computadores cada vez mais eficientes, a maior parte dos sistemas de servomecanismos atuais utilizam técnicas digitais para sua operação.

## Vantagens e desvantagens
Uma das maiores vantagens oferecidas pela automação é a maior velocidade de produção a custos menores, mas a mesma também substitui trabalhos físicos pesados ou monótonos. Da mesma forma tarefas a serem realizadas em ambientes de alto risco ou que estão além das capacidades humanas podem ser realizadas por máquinas capazes de operar sob temperaturas extremas ou em ambientes radioativos ou tóxicos. Controles de qualidade simples podem ser usados para manutenção das máquinas. Todavia, no momento não são todos os trabalhos que podem ser automatizados e alguns são mais caros para automatizar que outros. Custos iniciais para instalação de maquinário em fábricas, por exemplo, são altos e incapacidade de manter o sistema pode resultar na perda do próprio produto sendo produzido.
Além disso estudos indicam que a automação pode apresentar efeitos que vão além somente de preocupações operacionais, por exemplo, demissão de trabalhadores devido à perda sistemática de empregos e dano ambiental agravado. Entretanto os resultados são controversos e podem ser contornados.
Embora automação descreva o processo pelo qual máquinas substituem a ação humana, a mesma também é associada com mecanização, máquinas substituindo o trabalho manual humano. Juntamente da mecanização, capabilidades são ampliadas em termos de tamanho, força, velocidade, resistência, alcance visual, acuidade, frequência auditiva, precisão, detecção eletromagnética, etc.
Entre as vantagens comumente atribuídas à automação estão:
- Maior taxa de produção e aumento da produtividade;
- Uso mais eficiente de materiais;
- Melhoria na segurança;
- Semanas de trabalho mais curtas para os trabalhadores;
- Redução no prazo de entrega das fábricas;
- Aumento de uniformidade do produto final;
- Maior controle e consistência da qualidade do produto final;
- Diminuição de desperdício de material;
- Melhorias nas condições de segurança do trabalhador;
- Diminuição do tempo de processamento.

Entre as desvantagens comumente atribuídas à automação podem ser citadas:
- Perda sistemática de empregos e período de stress emocional do trabalhador;
- Pessoas em busca de vagas de trabalho podem ter problemas em encontrá-la onde não há vaga similar imediatamente disponível e com isso surge necessidade de mudar-se (fator de mais stress);[50]
- Alto custo inicial para investimento;
- Alto nível de manutenção;
- Menos flexibilidade em termos de produto;
- Produção mais rápida de defeitos não verificados devido à baixa intervenção humana;

## O paradoxo da automação
O paradoxo da automação nos diz que, quanto mais eficiente é o sistema automatizado, mais essencial se torna a contribuição humana. Assim sendo, embora os humanos estejam menos envolvidos, a sua contribuição se torna mais crucial. A psicóloga cognitiva Lisanne Bainbridge identificou essas questões em seu estudo "Ironias da Automação." Se um sistema automatizado possui um erro, ele irá multiplicar esse erro até ser consertado ou desligado. É nesse ponto que os operadores humanos se tornam cruciais.

## Impacto Social e Desemprego
O aumento da automação muitas vezes faz com que os trabalhadores fiquem ansiosos com a perda de seus empregos, pois a tecnologia pode tornar suas habilidades ou experiências desnecessárias, tornando-se necessário a requalificação profissional. Conforme estimativa apresentada por Frey & Osborne, 47% dos empregos nos EUA estariam em risco por causa dos avanços em automação e robótica. Os autores supracitados focaram os avanços tecnológicos no que eles chamam de aprendizado de máquina, sua suposição é que esta revolução tecnológica era diferente de outras revoluções tecnológicas, pois agora as máquinas são capazes de realizar atividades que até recentemente eram consideradas genuinamente humanas, como tarefas manuais rotineiras, assim como as não rotineiras.
Apesar disso, existe uma expectativa positiva com relação à capacidade de as tecnologias providas pela automação contribuírem para o desenvolvimento econômico, porém, deve-se gerenciar possíveis impactos negativos da perda líquida de empregos no curto prazo, de forma a mitigar a possibilidade de que os progressos da economia e das empresas sejam desfrutados apenas por uma pequena parcela da sociedade.
Nesse sentido, Schwab lista possíveis profissões que possuem alta probabilidade de desaparecerem devido à tecnologia, a exemplo de:
- Operadores de Telemarketing
- Responsáveis por Cálculos Fiscais
- Avaliadores de Seguros, Danos Automobilísticos
- Cobradores de ônibus
- Mão de Obra Agrícola
- Mensageiros e Carteiros

O autor também lista algumas profissões que não possuem possibilidade de extinção com o avanço da automação:
- Coreógrafos
- Médicos e cirurgiões
- Psicólogos
- Gerentes de recursos humanos
- Antropólogos e arqueólogos
- Engenheiros Marinhos e arquitetos navais
- Diretores

Além dessas possíveis mudanças nas demandas por essas profissões, outra provável mudança atrelada a automação está relacionada à localização da força de trabalho, para Schwab a crescente evolução no ramo da automação está levando ao surgimento do conceito de trabalho distribuído, com as atividades separadas em atribuições e projetos específicos; e os trabalhadores localizados em qualquer lugar do mundo, sem a necessidade de estarem presentes fisicamente no chão de fábrica.